# Talim (Soulcalibur)
Talim (タリム, Tarimu) es un personaje ficticio de la saga de videojuegos de lucha Soulcalibur. Hizo su debut en Soulcalibur II y luego reapareció en Soulcalibur III, Soulcalibur IV, Soulcalibur: Broken Destiny y Soulcalibur VI.
Proveniente de la Aldea de la Deidad del Viento, ubicada en Filipinas durante la Colonización Española, Talim es hija de una sacerdotisa que podía controlar el viento para hacer milagros. Ella también tomaría la posición eventualmente, pero después de recibir un fragmento de la espada maldita, Soul Edge, y sentir su impacto malicioso en la humanidad, decide viajar por el mundo para poder devolverlo a su lugar legítimo y restaurar el equilibrio en el mundo.
El personaje ha recibido una recepción positiva, a menudo destacando su estilo único de lucha impulsada por la velocidad, así como su atractivo sexual, a pesar de su edad relativamente joven. Su ausencia en Soulcalibur V ha inducido críticas desde varios puntos de venta.

## Historia
En la Aldea de la Deidad del Viento (Nayong Anito ng Hangin), en la isla de Samar, vivía una tribu de personas que podían controlar el viento. Talim era la nieta del anciana de esta aldea, Kalana, y la hija de su chamán, Lidi. Debido a la confusión causada por las influencias de la cultura española y portuguesa, fue criada para ser su última sacerdotisa (Babaylan). El día en que la Semilla del Mal se extendió por todo el mundo, Talim sintió los vientos y un aura maligna que devoró todo lo que se encontraba en su camino surgió en su cuerpo, causando que perdiera el conocimiento durante días.
Años después, cuando Talim tenía 15 años, un hombre del oeste trajo consigo un extraño fragmento de metal, afirmando que era un amuleto de vitalidad. Talim, sin embargo, reconoció la energía maligna como la misma energía que había experimentado años antes y partió en un viaje, creyendo que si regresaba el fragmento a su lugar legítimo, la paz se restauraría con el tiempo, a pesar de los recelos de los ancianos. Después de haber recogido varios de los fragmentos, finalmente descubrió que la fuente de la energía maligna era una espada maligna llamada Soul Edge. Sintiendo otra fuente de energía maligna, Talim viajó a una cordillera, y finalmente la ubicó en un niño enfermo que vivía en un molino de agua. Un joven llamado Yun-seong, más tarde cuando Talim se instaló en el molino de agua para tratar de curar al niño, también en busca de pistas sobre Soul Edge, y se quedó con ella. Talim finalmente curó al niño liberando la energía del mal desde dentro de él al viento. Luego dejó el molino de agua con Yun-seong y continuó buscando Soul Edge en Soulcalibur IV. Se encontró con Seong Mi-Na en sus viajes, y juntas, ella y Talim intentaron convencer a Yun-seong de los peligros al tratar de alcanzar el poder de Soul Edge. Sin embargo, Yun-seong desapareció al día siguiente, dejándolas a ambas preocupadas pero con la esperanza de que tomara la decisión correcta. Los dos se separaron: Mi-na para buscar a Yun-seong, mientras que Talim continuó la búsqueda de Soul Edge sola.
En la línea de tiempo reiniciada de Soulcalibur VI , Talim tuvo que demostrarle a su gente, especialmente a su abuela, que podía devolver el fragmento de Soul Edge al lugar que le corresponde. Después de pasar la prueba de su abuela, Talim comenzó su viaje hacia el oeste.

## Diseño
Talim es considerado el primer personaje filipino introducido en el género de los juegos de lucha.  En el idioma nativo tagalo del personaje , su nombre significa "borde" o "afilado". 
Su diseño y concepto se construyeron para girar en torno a ellos, comenzando con el género, luego las medidas físicas y, por último, los detalles de fondo. 
Una vez establecida, su apariencia y movimiento fueron desarrollados por la artista conceptual del equipo, Aya Takemura y renderizados como un modelo 3D por un equipo de diseño que trabajó únicamente en el personaje.  
Talim fue animado por un diseñador de movimiento usando captura de movimiento y trabajando directamente con el equipo.  Durante esta fase, el equipo también trabajó con los creadores de la historia de Soulcalibur , refinando el papel del personaje en la trama según fuera necesario durante el desarrollo. 
Como personaje presentado en Soulcalibur II, las armas de Talim, un par de codos, se decidieron antes que otros aspectos del personaje.  Consideradas originalmente para el primer Soulcalibur , las armas fueron seleccionadas para ser únicas entre las armas de los otros personajes en el título. Las armas de Talim se construyeron en torno al concepto de uso de armas dobles, con especial énfasis en que, si bien eran de hoja, las armas en sí no eran tonfa reales . 
Durante el desarrollo se consideró que les permitiría transformarse y ser sensibles, sin embargo, la idea fue abandonada. 
El concepto del personaje de Talim se diseñó en torno a la idea de presentar un personaje femenino joven que los desarrolladores sintieron que le faltaba a la serie, mientras que al mismo tiempo la hacía parecer andrógina

## Gameplay Talim
Talim empuña Syi Salika y Loka Luha, un par de armas parecidas a tonfa llamadas Cuchillas de codo, utilizadas por la gente adoradora del viento del sudeste asiático en bailes ceremoniales y, por lo tanto, son más elementos rituales que armas. 
Su movimiento y estilo de lucha se diseñaron en torno a su cultura y un tema de aves, enfatizando los golpes horizontales cercanos sobre los oponentes, así como la libertad de movimiento.  
En Soulcalibur III , estas armas y el estilo de lucha "Wind Dance" de Talim están disponibles bajo la disciplina Soul of Talim para personajes creados bajo laclase Santo . Los nombres de sus movimientos están en su mayoría en tagalo.Según 1UP.com , Talim es un personaje difícil de dominar, ya que el jugador que la usa "tiene que depender de trucos, trucos y aturdimientos para aplicar realmente cualquier daño, y estos necesitan un poco de tiempo, y tiempo, para configurar arriba."

## Recepción
La adición inicial de Talim a la serie ha sido recibida calurosamente, con revisiones de Soulcalibur II que la describen como una adición bienvenida a la serie así como un "Demonio de la Velocidad". GameNOW la describió como Profundamente única no solo para SC2, sino para los juegos de lucha en general. Christian Nutt, de GameSpy, declaró que la "Naturaleza impredecible" de Talim la hizo interesante, aunque agregó que Es casi demasiado linda para encajar con el resto del equipo de SCII. Tim Rogers, de Credit, llamó a Talim "El personaje más lindo de la niña en Soulcalibur II por mucho", y una preferencia por sus trajes simétricos. Electronic Gaming Monthly observó una impresión positiva en su capacidad para luchar contra los personajes masculinos mucho más grandes del título, un efecto que la profesora Rachel Hutchinson de la Universidad de Delaware describió como "entretenimiento a través de la desviación de la norma contra las expectativas de género estereotipadas". En 2013, Complex la clasificó como el octavo mejor personaje de la serie. En 2015, Talim fue elegida como el personaje más popular de Soulcalibur en Occidente en una encuesta oficial de Namco Bandai.
A pesar de su edad, Talim se ha utilizado en el material que gira alrededor de su atractivo sexual como un personaje femenino, tales como PSM problemas de trajes de baño y The Village Voice observara problemas sobre la representación del personaje en dicho material, describiéndolo como "preocupante". La ausencia de Talim en Soulcalibur V fue criticada en las críticas por algunos medios tales como Kotaku y Game Revolution. Sin embargo, Brittany Vincent de Cheat Code Central la incluyó en la lista de los diez personajes de videojuegos más sobrevalorados de 2011, afirmando que "se enfurece con su personalidad angelical y su espíritu de "nunca renunciar". Ahora, Taki, por otro lado..." En 2012, Kristie Bertucci, de Gadget Review, la clasificó como la decimocuarta personaje femenino de videojuegos" más candente "por sus" curvas en todos los lugares correctos y una vestimenta muy sexy y elegante".